# فلوريان جريليتش
فلوريان جريليتش (بالألمانية: Florian Grillitsch)‏ (7 أغسطس 1995 النمسا - ) هو لاعب كرة قدم نمساوي، يلعب كلاعب وسط.

## مسيرته الكروية
لعب فلوريان جريليتش خلال مسيرته الاحترافية مع 3 أندية في ثمانية مواسم وسجل خلالها 14 هدفًا ضمن 170 مباراة. ولم يفز بأي موسم بالكأس أو بالدوري.
خاض فلوريان جريليتش مسيرته مع فيردر بريمن 2 ‏ في موسم 2013–14 واستمر معه طيلة ثلاثة مواسم، مشاركًا في 36 مباراة سجل خلالها 10 أهداف. ثم انتقل إلى نادي فيردر بريمن في موسم 2015–16 ولمدة موسمين، حيث شارك في 48 مباراة سجل خلالها 3 أهداف. لينتقل بعدها إلى نادي هوفنهايم في موسم 2017–18 واستمر معه طيلة ثلاثة مواسم، مشاركًا في 86 مباراة سجل خلالها هدفًا واحدًا.

## وصلات خارجية
فلوريان جريليتش على موقع الاتحاد الدولي (مؤرشف)  (الإنجليزية)
- فلوريان جريليتش على موقع الاتحاد الأوربي (الإنجليزية)
- فلوريان جريليتش على موقع قاعدة بيانات كرة القدم.إي يو (الإنجليزية)
- فلوريان جريليتش على موقع ناشيونال فوتبول تيمز (الإنجليزية)
- فلوريان جريليتش على موقع Soccerway.com (الإنجليزية)
- فلوريان جريليتش على موقع عالم كرة القدم.نت (الإنجليزية)
- فلوريان جريليتش على موقع AS.com (الإسبانية)